# Out of the Cellar
Out of the Cellar ist das 1984 erschienene Debütalbum der US-amerikanischen Glam-Metal-Band Ratt.

## Hintergrund
Nachdem die Band 1979 unter dem Namen Mickey Ratt gegründet worden war, benannte sie sich nach einigen 1982 in Ratt um. Lokale Radiosender spielten einige Lieder von ihrer Compact Cassette, wodurch sich eine steigende Nachfrage nach einer Schallplatte entwickelte. Deshalb wurde in Eigenregie eine EP namens Ratt produziert. Das Label Time Coast Records, das allein für die Veröffentlichungen der Punk-Band The Alleycats entstanden war, nahm sie 1983 in ihr Programm auf und prompt verkaufte sie sich 50.000 mal. Diese Verkäufe, vermehrte Radioeinsätze (das so genannte Airplay) sowie der Erfolg ihrer Konzerte brachte der Gruppe die Aufmerksamkeit von Atlantic Records ein, wo die Band einen Plattenvertrag erhielt. Gemeinsam mit Musikproduzent Beau Hill, der mit dem Debütalbum der Band seine erste Produktionsarbeit für ein Majorlabel absolvierte, begab sich die Gruppe ins Tonstudio The Village Recorder.
Im Titel der Platte brachte der Newcomer sein Nahziel unter: „Für uns bedeutet das: Raus aus L.A. und ab in die weite Welt.“

## Rezeption
Der Musikexpress beschrieb 1984 das Album wie folgt: „Straight forward riffs und etliche Streicheleinheiten für Zartbesaitete sind die Elemente, aus denen die kalifornische Band […] Ganzes zu entwerfen versteht.“ Es wurde mit 4 von 6 möglichen Punkten bewertet.
Im Metal Hammer wurde gleich an zwei Stellen auf das Album eingegangen. In der Bandvorstellung vorne im Heft heißt es: „Hier wird nicht nur einfach 'drauflosgeholzt', Ratt versuchen, über die gängigen Vorstellungen des Heavy Metal hinauszuspielen. Mehrstimmiger Gesang und relativ komplizierte Arrangements sind angesagt, ein Vorhaben, das nicht immer optimal gelingt.“ Die Plattenrezension im hinteren Heftteil wiederholt dies in veränderter Formulierung und merkt an, dass Unausgegorenes und Zahnloses den „ganz großen Wurf“ verhindert hätten.
Im Rock Power stand 1984: „Dieses Album hat zwar nicht mehr die Härte ihres Debütalbums, aber sie haben ein gutes Stück amerikanischer Rockmusik vorgelegt.“
Eduardo Rivadavia, Rezensent bei allmusic.com, schrieb über Out of the Cellar, die Band habe nach Abschluss ihres Plattenvertrages ihren „von den üblichen Verdächtigen (Van Halen und Aerosmith)“ beeinflussten „hochenergetischen Hard Rock“ in einen „auf Multi-Platin ausgerichteten Moloch verwandelt“. Das Album sei „unterhaltsam von Anfang bis Ende“, was „besonders den Titeln Wanted Man, Back for More und dem frenetischen I’m Insane zu verdanken“ sei.
Out of the Cellar erreichte auf Anhieb Platz 7 der Billboard 200 und wurde dreifach mit Platin ausgezeichnet. Insgesamt wurden in den USA 1984 vier Singles ausgekoppelt: Round and Round, Black for More, Wanted Man und Lack of Communication. In Deutschland erschien Round and Round mit Ratts allererstem Single-Titel You Think You're Tough auf der B-Seite am 22. Februar 1985.

## Titelliste
1. Wanted Man (Cristofanilli, Crosby, Pearcy) 3:39
2. You're in Trouble (Crosby, DeMartini, Pearcy) 3:20
3. Round and Round (Crosby, DeMartini, Pearcy) 4:26
4. In Your Direction (Pearcy) 3:31
5. She Wants Money (Croucier) 3:06
6. Lack of Communication (Croucier, Pearcy) 3:56
7. Back for More (Crosby, Pearcy) 3:45
8. The Morning After (Crosby, DeMartini, Pearcy) 3:34
9. I'm Insane (Crosby) 2:56
10. Scene of the Crime (Crosby, Croucier) 4:59